# Brian Farrell
Brian Farrell LC (* 8. Februar 1944 in Dublin, Irland) ist ein emeritierter Kurienbischof der römisch-katholischen Kirche. 

## Leben
Brian Farrell besuchte die Schule der Irish Christian Brothers in Drimnagh, Dublin. Er verließ Irland in jungen Jahren und trat 1961 der Kongregation der Legionäre Christi bei, absolvierte das Noviziat in Salamanca in Spanien und begann seine Studien an der Päpstlichen Universität Salamanca, an der die Legionäre Christi ihr Ordensstudium unterhalten. In Rom studierte er sodann bis 1966 Philosophie und Katholische Theologie an der Päpstlichen Universität Gregoriana sowie an der Päpstlichen Universität Heiliger Thomas von Aquin. In der Kirche Unserer Lieben Frau von Guadalupe und St. Philipp Märtyrer in Rom empfing er am 26. November 1969 das Sakrament der Priesterweihe. Von 1970 bis 1976 war er Novizenmeister seiner Kongregation in Connecticut, USA. Nachdem Farrell 1981 an der Gregoriana in Rom mit einer Arbeit zur Dogmatik zum Doktor der Theologie promoviert wurde, trat er am 1. Oktober 1981 in den Dienst des Staatssekretariates. Dort war er von 1999 bis 2002 Leiter der englischsprachigen Abteilung in der Allgemeinen Sektion.
Gemeinsam mit Giuseppe Lazzarotto, der später als päpstlicher Nuntius in Irland amtierte (2000–2007), war Farrell im Staatssekretariat seit Mitte der 1980er Jahre mit der Gestaltung der vatikanischen Irlandbeziehungen befasst. Brian Farrell gilt als enger Freund von Desmond Kardinal Connell, der von 1988 bis 2004 als Erzbischof von Dublin amtierte und wegen seiner Verwicklung in die Vertuschung von Fällen des Kindesmissbrauchs durch katholische Geistliche in Irland umstritten ist.
Papst Johannes Paul II. berief Farrell am 19. Dezember 2002 als Sekretär in den Päpstlichen Rat zur Förderung der Einheit der Christen und ernannte ihn zum Titularbischof von Abitinae. Die Bischofsweihe spendete ihm der Papst selbst am 6. Januar 2003 im Petersdom; Mitkonsekratoren waren die Kurienerzbischöfe Leonardo Sandri und Antonio Maria Vegliò.
Im Beisein von ca. 4.300 Gästen spendete Brian Farrell am 12. Dezember 2009 59 Ordensmännern der Kongregation der Legionäre Christi in der römischen Basilika Sankt Paul vor den Mauern die Priesterweihe.
Papst Franziskus nahm am 23. Februar 2024 Farrells altersbedingtes Rücktrittsgesuch an.
Sein jüngerer Bruder Kevin Farrell war ebenfalls bei den Legionären Christi, trat jedoch in den 1980er Jahren aus. Er wurde Bischof von Dallas und ist seit Herbst 2016 Kardinalpräfekt des Familiendikasteriums im Vatikan und seit 2019 Camerlengo der Heiligen Römischen Kirche.